# Pronoia

O Império Bizantino e as províncias (temas) em 1025.

Pronoia (em grego: πρωνοια; lit. "previsão"; plural pronoiai) foi um sistema de doação e propriedade da terra no Império Bizantino, que alguns compararam com o feudalismo ocidental.

## O inicial sistema de pronoia
Por volta do século XI, a aristocracia bizantina parou de ter qualquer poder significativo, ficando reduzidos a títulos honoríficos ligados ao imperador reinante. Estes, com frequência, usaram-se como via para ganhar poder dentro do governo, chegando mesmo a ser uma via  para alcançar o trono. Durante o reinado de Constantino IX Monômaco, em meados do século, receberam soberania sobre partes do império, sendo autorizados a arrecadar impostos e protagonizando conjuras e rebeliões contra o imperador. 
No fim do século XI, Aleixo I Comneno tentou reformar a aristocracia e pacificar o império distribuindo o território entre os nobres. Assim conseguia ademais afastá-los de Constantinopla, o que reduzia a capacidade de intrigar e protagonizar conjuras palacianas. A maioria das pronoias outorgadas por Aleixo foram outorgues a membros da sua própria família, a Dinastia Comnena. De fato, a medida implicou a legalização da propriedade da terra pelos grandes oligarcas no quadro de um estado centralizado.

## Pronoia noséculo XII

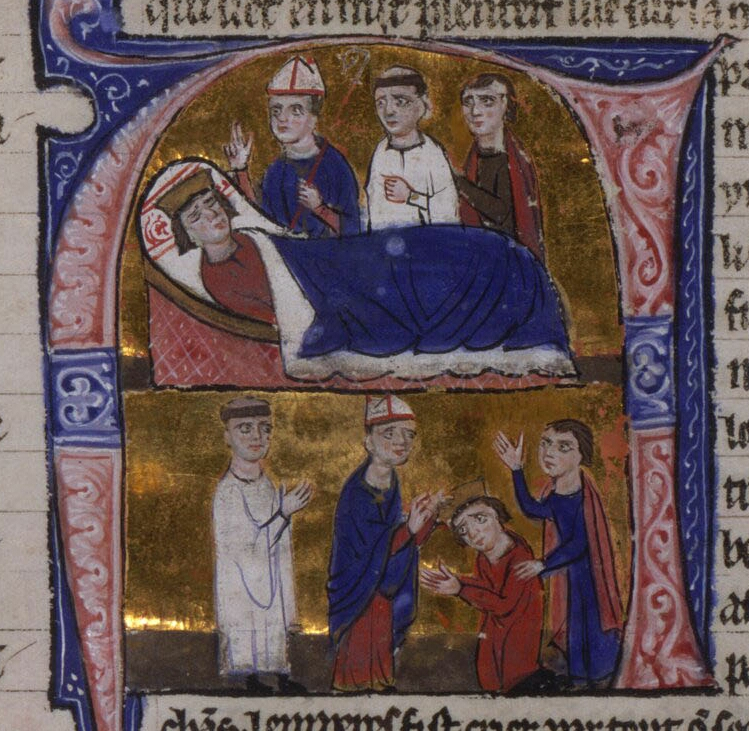
Morte de João II Comneno, e coroação de Manuel I Comneno

O neto de Aleixo, Manuel I Comneno, continuou as doações de terra aos aristocratas, mas também estendeu a pronoia aos oficiais do exército em substituição de um salário regular. A pronoia desenvolveu-se como uma forma de impor impostos aos cidadãos do território doado (paroicos; paroikoi). Os pronoários tornaram-se uma espécie de coletores de impostos aos que era permitido ficar com uma percentagem. Não era uma ideia nova, já na época  de Heráclio reorganizara-se o império em distritos militares chamados temas, nos quais um estratego arrecadava os impostos dos agricultores e governava a província. Contudo, os paroicos guardam diferenças com os servos do feudalismo ocidental. Não deviam lealdade ou serviço nem a estratego nem a pronoários, e o imperador reteve sempre a propriedade jurídica da terra. O pronoário costumava ser, além disso, alheio à terra que lhe tinha sido doada.
O tamanho da pronoia, o número dos paroicos e os deveres destes eram registrados num documento chamado prática (praktika). Um pronoário tipo com probabilidade poderia arrecadar impostos sobre o comércio e uma parte da colheita, bem como os direitos de caça e pedágios vários. A prática também registrava os deveres do pronoário com o imperador, que, de precisá-lo, costumava poder pedir auxílio militar. Contudo, o pronoário não podia recrutar forçosamente os seus paroicos, e a maioria costumavam ser remanentes das campanhas militares, vivendo uma vida confortável na sua terra. Poder negar-se ao serviço militar era um dos exemplos da autonomia que chegaram a ter, que podia induzi-los a rebeliões regionais se contavam com o apoio da população local. Estas, porém, eram menos perigosas para o imperador do que as conjuras palacianas da corte na capital imperial, que o sistema de Aleixo evitava. Nem Aleixo nem Manuel nem outro imperador do século XII supervalorizaram estas revoltas, assumindo que uma doação de uma nova pronoia bastaria para as pacificar. Durante a Quarta Cruzada, Aleixo IV Ângelo deu um exemplo desta forma de pensar quando cedeu Creta a Bonifácio de Montferrato, sob a presunção de que os cruzados se iriam se o seu líder ganhava terras.

## Pronoia sob a dinastia paleóloga

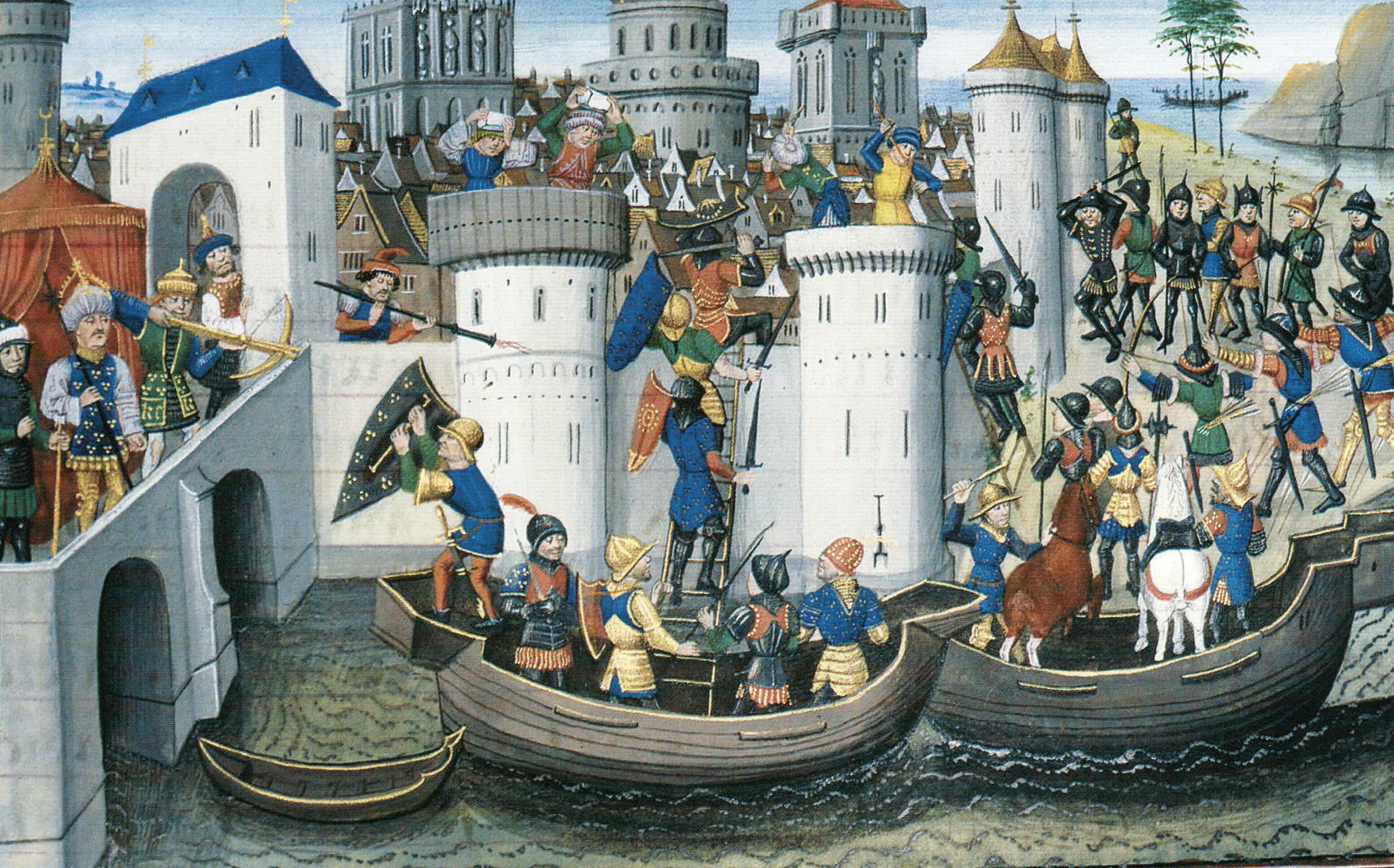
Captura de Constantinopla pelos cruzados em 1204

Após a captura de Constantinopla pelos cruzados em 1204, o sistema de pronoia continuou no Império de Niceia, onde governavam os imperadores exilados. João III Ducas Vatatzes estendeu a pronoia à Igreja e às mulheres nobres, coisa sem precedentes até então. Quando Constantinopla foi retomada por Miguel VIII Paleólogo em 1261, foi permitida a herança das concessões, o que o acercou ao sistema europeu ocidental feudal. Também se auditaram os pronoias, para avaliar o seu valor em condições da época, depois das perdas imperiais dos séculos anteriores. Sob a Dinastia Paleólogo, os pronoários puderam ser organizados com maior eficiência em unidades militares se o imperador os precisava, e podia ser confiscada a sua renda por qualquer razão. Andrônico II Paleólogo, por exemplo, usou o dinheiro reunido pelos seus pronoários para financiar as suas campanhas contra os búlgaros, embora não exigisse serviço militar direto. Nessa era, os pronoários puderam recrutar seguidores em troca de pronoias extraídas das suas próprias terras.
O recrutamento de pronoários para formar um exército ajudou à reunificação do império depois de 1261. Contudo, então apenas ficavam uns poucos milheiros e, apesar de sufragar as suas próprias despesas, o imperador não pôde afrontar um exército capaz de reforçar eficazmente as fronteiras. O empobrecido império tinha pouca renda impositiva e os pronoários começaram a cobrar rendas aos paroicos, voltando para o antigo sistema temático.
O império continuou as suas perdas territoriais frente ao Império Otomano e Constantinopla foi tomada finalmente em 1453 mais os turcos continuaram usando a sua própria versão do sistema de pronoia que adotaram durante a conquista de Bizâncio.